# ロイ-RöE-
ロイ -RöE- （1997年4月4日 - ）は、日本の女性シンガーソングライター。所属レーベルはSDR。所属事務所は SDR(スターダストレコーズ)。

## 来歴
中学卒業後、独学で作曲を開始。2017年夏に行われた、ワーナーミュージック・ジャパン内のレーベルunBORDE主催ライブイベント「unBORDE Summer Xmas Party 2017」において、レーベルへの所属を発表した。
2018年10月に、ゲスの極み乙女。のちゃんMARIプロデュースの作品「ウカ*」でunBORDEよりデビュー。
2019年4月スタート、二階堂ふみ＆亀梨和也W主演によるフジテレビ系ドラマ『ストロベリーナイト・サーガ』のオープニングテーマに抜擢、デジタルシングル「VIOLATION*」を5月22日にリリース。
2019年11月1日、杉野遥亮＆福原遥W主演の映画『羊とオオカミの恋と殺人』主題歌「癒えないキスをして*」をデジタルシングルとしてリリース。ゲスの極み乙女。ちゃんMARIがサウンドプロデュースを担当。

## 人物
「ロイ-RöE-」という名前はメールを返信するときに題名に付く“RE:”から“R”と“E”を取り、“RE:”はラテン語で“◯◯について”という意味もあることからその真ん中に“ö”を歌うマークとして入れ、「自分のことについて歌っている」という意味を込めて付けた。
全ての曲のタイトルにアスタリスク（*）がついているのは、“タイトルの解説を曲でしている”という“脚注”の意味がある。
自身の作詞について中原中也、三島由紀夫、嶽本野ばらの文章に影響を受けた。
『装苑』（2019年11月号、文化出版局）に「偏愛と錯覚」をテーマにロイ-RöE-が愛してやまないものをコンセプトにした撮り下ろしビジュアルによる特集ページが掲載。ハイヒールや近代文学、コルセットが挙げられている。
小学生の頃からドラゴンボールZの人造人間18号に憧れており金髪時代が長かったのも「18号になりたくて」と語っている。
趣味は、お笑い鑑賞、ラジオ視聴、古着屋巡り、お絵描き。幼少期から絵を描くのが好きでカバーした『ラムのラブソング』のMVは自身でイラストアニメーションを手がけた。
好きな人物に、戸田恵梨香、浜田雅功、二階堂ふみ、ダイアン、ジャルジャル 、Amanda Michelle Seyfriedを、尊敬するアーティストにゴダイゴ、Björk、菅野よう子をあげている。好きな映画に『ひなぎく』、『ダンサー・イン・ザ・ダーク』『小さな悪の華』『キル・ビル Vol.1』『ミネハハ」を挙げている。好きな漫画は『チェンソーマン』『ベアゲルター』『無限の住人』。
VIOLATIONのMVのストーリーは『ミネハハ』のオマージュ。

## ディスコグラフィー

### 配信限定EP
|     | 発売日         | タイトル | 収録曲 |
| --- | -------------- | -------- | --- |
| 1st | 2018年10月19日 | ウカ*    | 1. 泡と鎖* 2. Heart Beat* 3. そそらるる* |
| 2nd | 2020年8月31日  | 61Filter | 1. ラムのラブソング（松谷祐子のカバー） 2. 学園天国（フィンガー5のカバー） 3. 私の世界（かもめ児童合唱団のカバー） 4. ひみつのアッコちゃん（岡田恭子のカバー） 5. 雨（ペトロールズのカバー） |
| 3rd | 2021年9月15日  | ワルサ   | 1. YY 2. ファポリテ 3. 少女B 4. VIOLATION 5. そぼふる 6. おまえはパラダイス |

### 配信限定シングル
|      | 発売日        | タイトル                  | 備考                                                                    | レーベル                       |
| ---- | ------------- | ------------------------- | ----------------------------------------------------------------------- | ------------------------------ |
| 1st  | 2019年5月22日 | VIOLATION*                | 作詞：ロイ-RöE-、作曲：ロイ-RöE-・Face 2 fAKE                           | ワーナーミュージック・ジャパン |
| 2nd  | 2019年11月1日 | 癒えないキスをして*       | 作詞・作曲：ロイ-RöE-                                                   | ワーナーミュージック・ジャパン |
| 3rd  | 2020年2月14日 | ラムのラブソング          | 松谷祐子のカバー                                                        | ワーナーミュージック・ジャパン |
| 4th  | 2020年9月18日 | チャイナアドバイス        | 相対性理論のカバー                                                      | ワーナーミュージック・ジャパン |
| 5th  | 2020年9月30日 | 少女B*/チャイナアドバイス | 少女B*：作詞・作曲：-RoE-                                               | ワーナーミュージック・ジャパン |
| 6th  | 2021年3月31日 | Fighters                  | 作詞・作曲・編曲：RoE                                                   | ワーナーミュージック・ジャパン |
| 7th  | 2021年4月30日 | フローラルガール          | 作詞・作曲・編曲：RoE                                                   | ワーナーミュージック・ジャパン |
| 8th  | 2021年7月21日 | YY                        | 作詞：ロイ-RöE-、作曲・編曲：ロイ-RöE-・SUNNY BOY                       | ワーナーミュージック・ジャパン |
| 9th  | 2022年1月28日 | ニードル                  | 作詞：ロイ-RöE-、作曲：ロイ-RöE-・マシコタツロウ、編曲：ロイ-RöE-・GAKU | SDR                            |
| 10th | 2022年3月23日 | ほにゃらら                | 作詞・作曲：ロイ-RöE-                                                   | SDR                            |
| 11th | 2022年11月9日 | Life with love            | 作詞・作曲：ロイ-RöE-、編曲：ロイ-RöE-・SUNNY BOY                       | SDR                            |

### 歌詞提供
| 年   | アーティスト      | 曲名       |
| ---- | ----------------- | ---------- |
| 2021 | コレって恋ですか? | 月と機関銃 |

## タイアップ
| 曲名                | タイアップ                                                                   |
| ------------------- | ---------------------------------------------------------------------------- |
| VIOLATION*          | フジテレビ系ドラマ『ストロベリーナイト・サーガ』オープニングテーマ           |
| 癒えないキスをして* | 映画『羊とオオカミの恋と殺人』主題歌                                         |
| YY                  | 日本テレビ系ドラマ『ハコヅメ〜たたかう!交番女子〜』OPテーマ                  |
| ニードル            | テレビ東京系ドラマ『シジュウカラ』OPテーマ                                   |
| ほにゃらら          | テレビ西日本 ドラマ「キキミミメシ」主題歌                                    |
| Life with love      | TBS 情報・バラエティ番組「よるのブランチ」2022年11月・12月エンディングテーマ |

## ミュージックビデオ
| 公開日     | 監督                | 曲名                 | 備考                                            |
| ---------- | ------------------- | -------------------- | ----------------------------------------------- |
| 2018/02/27 |                     | 泡と鎖*              |                                                 |
| 2018/10/19 | KEVIN BAO           | Heart Beat*          |                                                 |
| 2018/10/26 | KEVIN BAO           | そそらるる*          |                                                 |
| 2019/05/22 |                     | VIOLATION*           |                                                 |
| 2019/10/26 | 松永光明            | ひみつのアッコちゃん | 出演：瑠乃 心菜 イーチ ひなた 由菜 from DAN⇄JYO |
| 2019/11/01 |                     | 癒えないキスをして*  |                                                 |
| 2020/02/14 | ロイ-RöE-           | ラムのラブソング     |                                                 |
| 2021/03/31 | ロイ-RöE-           | Fighters             | リリックビデオ                                  |
| 2021/04/28 | ロイ-RöE-           | フローラルガール     | リリックビデオ                                  |
| 2021/07/21 |                     | YY                   |                                                 |
| 2022/01/28 | いちごもち          | ニードル             |                                                 |
| 2022/03/23 | 大須賀雄介/寺本篤史 | ほにゃらら           |                                                 |
| 2022/11/03 | 東市篤憲            | Life with love       |                                                 |

## 主なライブ

### ワンマンライブ・主催イベント
| 開催日        | タイトル                                      | 備考         |
| ------------- | --------------------------------------------- | ------------ |
| 2018年12月6日 | first ONEMANSHOW at CIRCUS -ウカ*-            | CIRCUS TOKYO |
| 2019年4月4日  | RöE presents 2nd ONEMANSHOW at CIRCUS -飛行*- | CIRCUS TOKYO |

### 出演イベント
- 2017年07月25日 - unBORDE Summer Xmas Party 2017
- 2017年12月23日 - unBORDE Xmas Party 2017
- 2018年10月27日・28日 - unBORDE LUCKY 7TH TOUR
- 2019年01月31日 - exPoP!!!!! vol.117
- 2019年02月23日 - DISK GARAGE MUSIC MONSTERS -2019 winter-
- 2019年06月01日 - SAKAE SP-RING 2019
- 2019年06月18日 - GRANDO MENU
- 2019年06月30日 - LIVEHOLIC 4th anniversary series
- 2019年12月07日 - BRATS presents 『Versus-triple』
- 2022年10月19日 - Spotify O-nest presents【Awn moon】